# 베티 로스
베티 로스(Betty Ross)는 마블 코믹스가 발행하는 만화책의 등장인물로, 스탠 리와 잭 커비에 의해 만들어졌다. 첫 등장은 Hulk #1 (1962년)이다.